# Ветерница
Вижте пояснителната страница за други значения на Ветерница.
Ветерница (на сръбски: Ветерница или Veternica) е река в Югоизточна Сърбия, ляв приток на река Южна Морава. Дължината ѝ е 75 км. Образува се чрез сливането на потоците Йезерски и Манастирски край село Дреновац.